# Ferdinand von Kielmansegg
Ferdinand Hans Ludolf Graf von Kielmansegg, auch Kielmannsegge (* 14. Februar 1777 in Ratzeburg; † 19. August 1856 in Hannover) war ein hannoverscher General der Kavallerie und Minister des Königreichs Hannover.

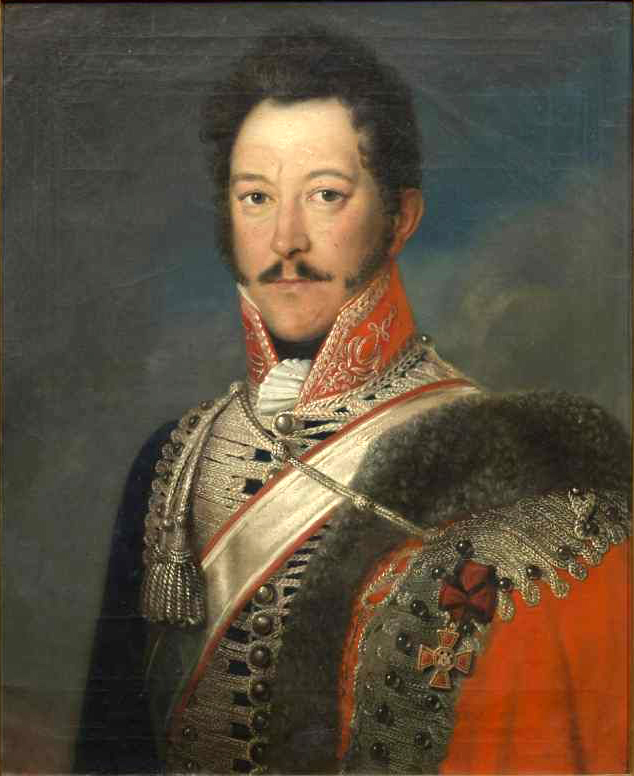
Ferdinand von Kielmannsegg um 1815;unidentifizierter Maler, Öl auf Leinwand 67 × 56 cm

## Leben
Ferdinand Graf von Kielmansegg war ein Sohn des hannoverschen Drost in Ratzeburg Friedrich Graf von Kielmansegg (1728–1800) und der Charlotte, geb. Freiin von Spörcken. Der spätere Oberstallmeister Ludwig Graf von Kielmansegg und der General Friedrich Graf von Kielmansegg waren seine älteren Brüder.
Kielmansegg trat im Jahr 1791 in die Leibgarde der Kurhannoverschen Armee ein und avancierte im Jahr darauf zum Sekondeleutnant. Während des Ersten Koalitionskrieges geriet er in der Schlacht bei Famars kurzzeitig in französische Gefangenschaft. 1813 wurde er Major im neu aufgestellten Königin-Husaren-Regiment in Lüneburg, das in der Schlacht bei Waterloo in die britische Armee integriert war. Nach den Befreiungskriegen Anfang Mai 1817 wurde er Oberst und Kommandeur des Garde-Kürassier-Regiments der Hannoverschen Armee. Im Jahr 1826 wurde er zum Generalmajor befördert, war von Februar bis Oktober 1831 Kommandeur der 2. Kavallerie-Brigade. Daran schloss sich eine Verwendung als Kommandeur der Kavallerie-Division an. In dieser Eigenschaft avancierte er am 17. März 1836 zum Generalleutnant. Mit der Bildung der 2. Kavallerie-Division wurde sein Großverband im Januar 1838 zur 1. Kavallerie-Division umbenannt. Von 1840 bis 1847 war Kielmansegg Kriegsminister des Königreichs Hannover. Nach seiner Verabschiedung erhielt er am 26. Mai 1855 den Charakter als General der Kavallerie.

### Ehe und Nachkommen
Er war zunächst verheiratet mit Auguste Charlotte Gräfin von Schönberg, verwitwete von Lynar (1777–1863). Persönliche und politische Differenzen (der Graf war ein entschiedener Gegner Napoleons) führten bereits im Jahr 1809 zur Trennung und vier Jahre später schließlich zur Scheidung. Die gemeinsame Tochter Natalie (1803–1883) konvertierte zur katholischen Kirche und trat im Jahr 1841 in den Orden der Englischen Fräulein ein. Der Sohn Alfred (1804–1862) heiratete Luise Zimmermann (1818–1887), die Tochter des Bergrates Zimmermann aus Eisleben.
In zweiter Ehe heiratete er im Jahr 1818 Davide von Hedemann (1787–1878), eine Tochter des hannoverschen Generals Hartwig Johann Christoph von Hedemann. Dieser Ehe entstammten zwei Söhne und drei Töchter:
- Adolf (1819–1873), ⚭ 8. Oktober 1856 Mathilde Charlotte Auguste Caroline von Bothmer (1832–1919)
- Helene (* 1821)
- Julie (1822–1881), ⚭ Karl Ernst August Friedrich Graf von Kielmansegg (1816–1899), ihr Cousin, ab 1866 Herr auf Gut Seestermühe
- Ferdinande (* 1825)
- Eugen (1830–1868), ⚭ Karoline Gräfin Arz von und zu Arzio-Vasegg (* 1832)

## Auszeichnungen
- Großkreuz des Guelphenordens[2]
- Roter Adlerorden I. Klasse
- Russischer Orden der Heiligen Anna I. Klasse
- Orden des Heiligen Wladimir IV. Klasse
- Hannoversche Waterloomedaille
- Wilhelms-Kreuz (Hannover)
- Kriegsdenkmünze 1813 (Hannover)